# Château de Bazoches

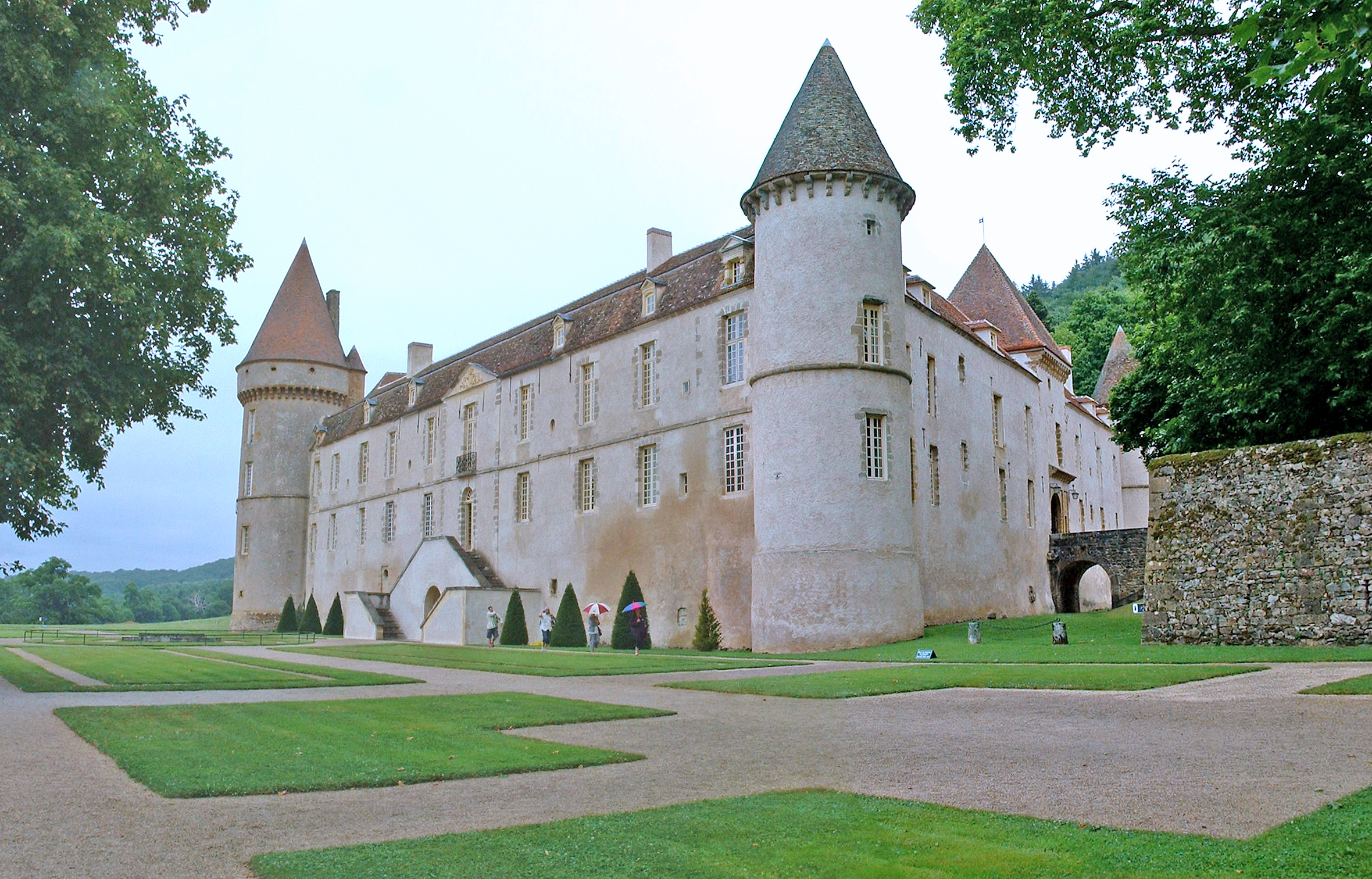
Aspecto geral do Château de Bazoches.

O Château de Bazoches, cuja primeira construção remonta ao século XII, é um palácio francês situado na comuna de Bazoches, no extremo norte do departamento da Nièvre, na Borgonha. Do palácio descobrem-se ps primeiros relevos do maciço montanhoso de Morvan, a sul de Avallon. Para lá da aldeia de Saint-Père perfila-se a "colina inspirada" de Vézelay.
O seu proprietário mais célebre foi o Marechal de Vauban.

## História

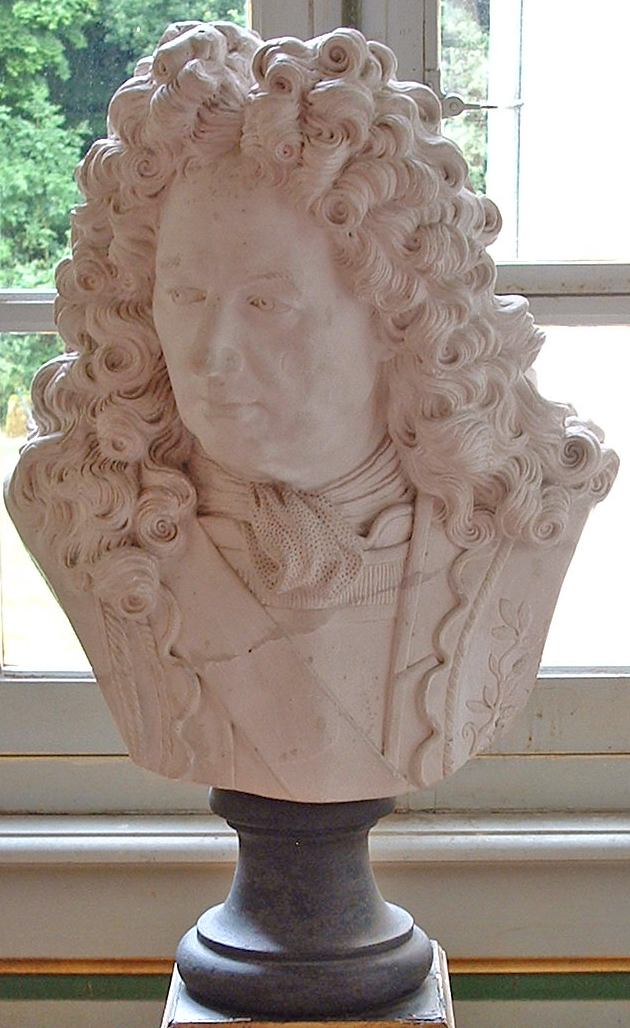
Busto de Vauban, por Coysevox.

Foi no século XII que Jean de Bazoches mandou construir o castelo que nós conhecemos. 
Em seguida, a propriedade passou dos Bazoches para os Chastellux.
Em Fevereiro de 1675, o Marquês de Vauban, natural de Saint-Léger, não longe dali, comprou Bazoches, que tinha pertencido aos seus antepassados maternos. A soma de 80.000 libras recebidas do rei Luís XIV depois da tomada de Maastricht permitiu-lhe pagar 69.000 libras à viúva do Conde de Melun, a que foram acrescentadas 5.500 libras entregues ao Duque de Nevers em virtude dos seus direitos feudais. 
O novo e famoso proprietário mandou, então, modificar a arquitectura e a organização interior do castelo. Bazoches tornou-se na residência familiar da sua esposa e dos seus filhos, não tendo ele próprio eito mais que raras e breves permanências entre as campanhas militares e o serviço do rei. Vauban aproveitou esses momentos de repouso para percorrer a região. Foi em Bazoches que redigiu algumas das suas obras, tais como as "Oisivetés" e a famosa "Dîme royale".
O palácio era igualmente uma guarnição militar: Vauban mandou construir uma grande galeria a fim de ali instalar os seus engenheiros militares. Foi lá que se realizaram os estudos e os planos de numerosas praças-fortes que Vauban organizou ao longo da sua carreira. As áreas de serviço do palácio abrigavam as cavalariças necessárias aos cavalos dos engenheiros e dos mensageiros.

## Arquitectura

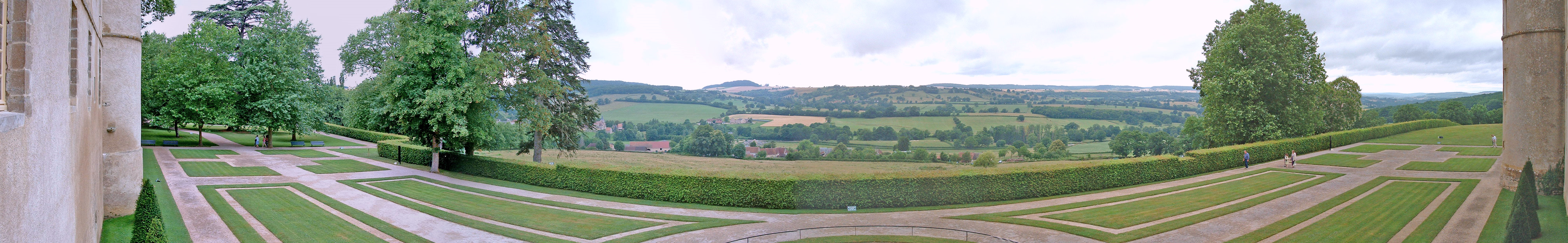
Vista panorâmica do Morvan a partir do Château de Bazoches.

O Château de Bazoches está situado a meia encosta duma colina arborizada, oferecendo uma visão clara do maciço montanhoso de Morvan.
O palácio forma um trapézio irregular, com uma torre redonda em cada esquina e uma torre de menagem quadrada, em volta dum pátio interior. 
No século XVII, Vauban mandou abrir uma porta na fachada traseira, a fim de facilitar o acesso das viaturas.

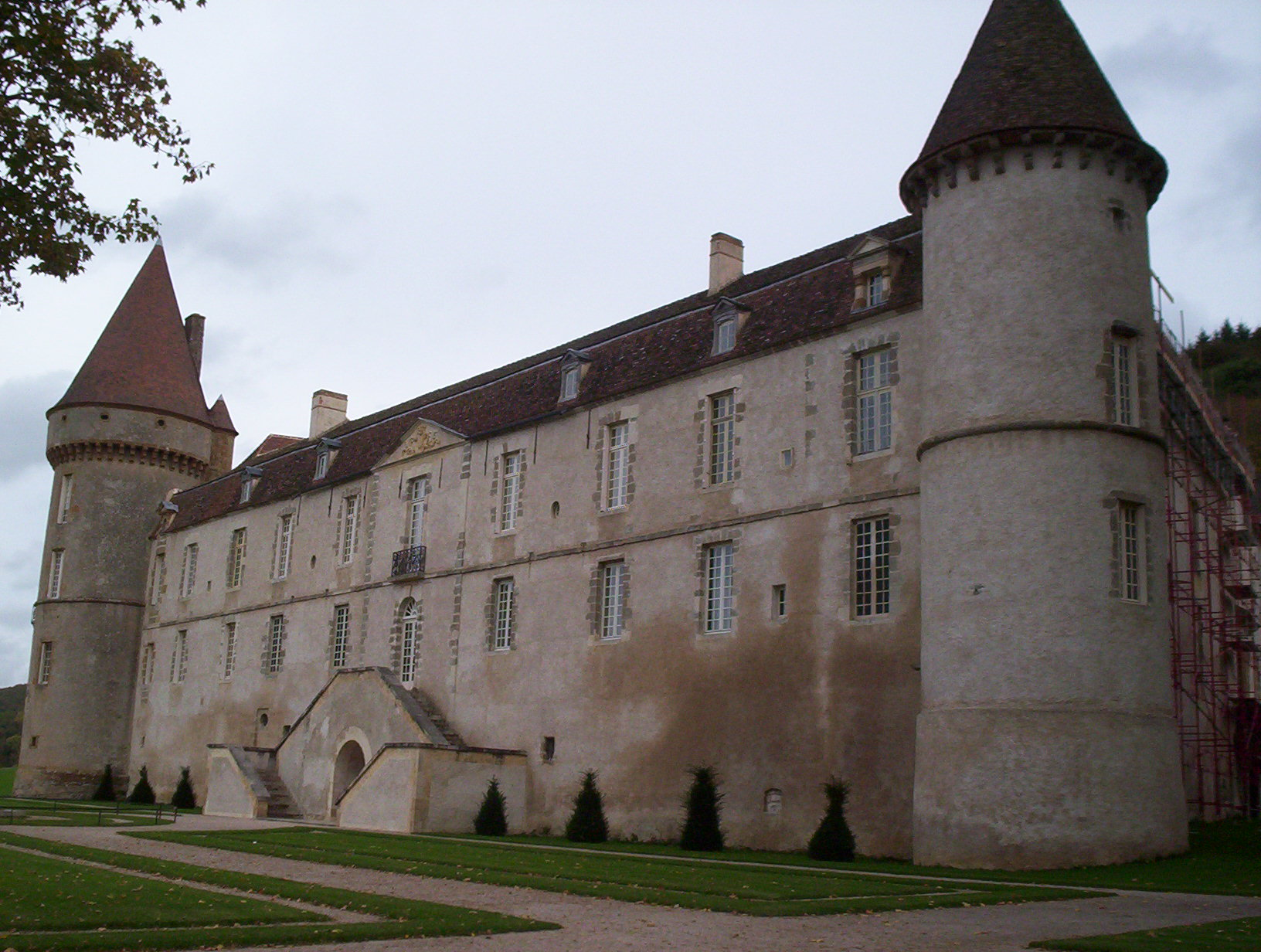
Fachada do Château de Bazoches
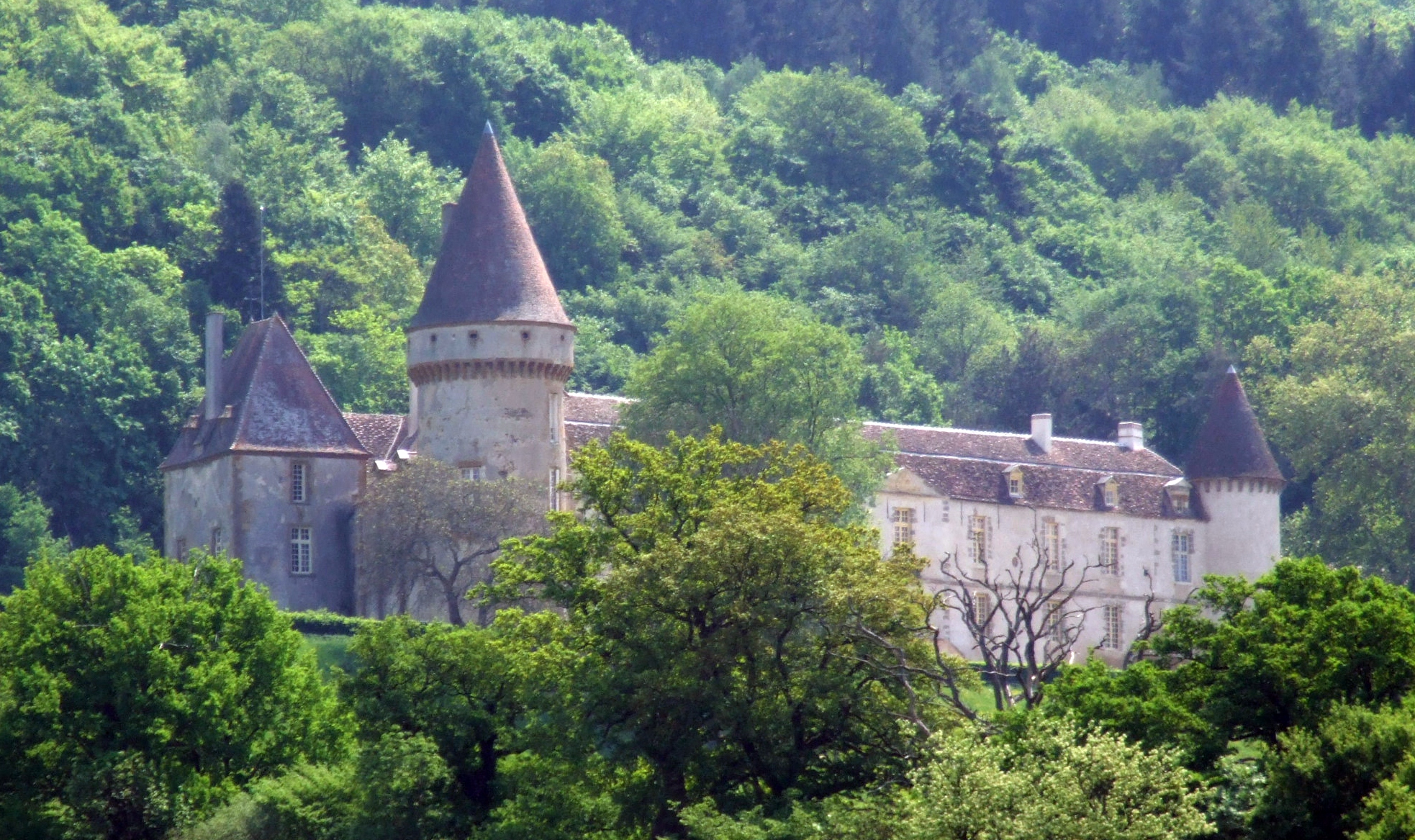
Château de Bazoches
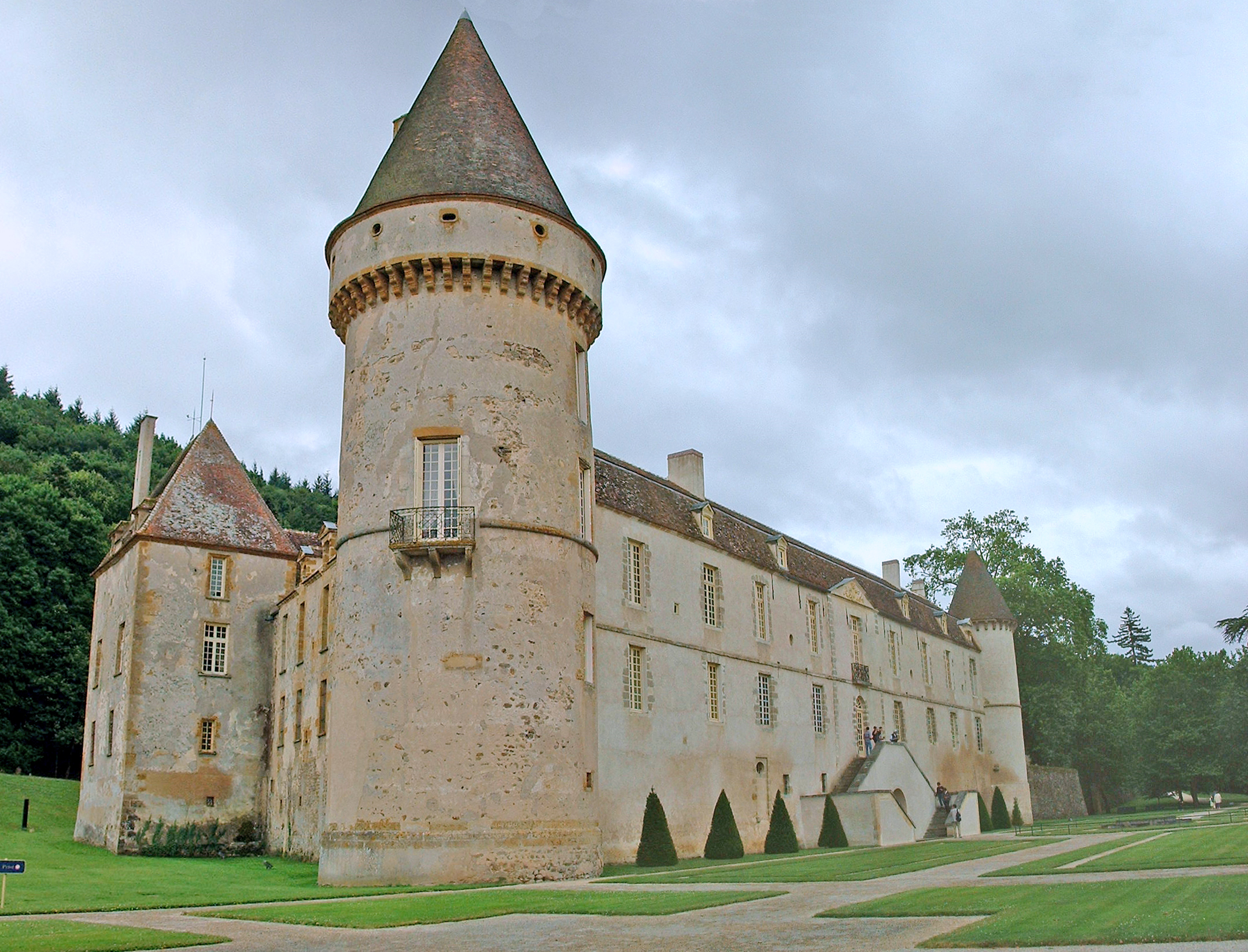
Château de Bazoches, Nièvre
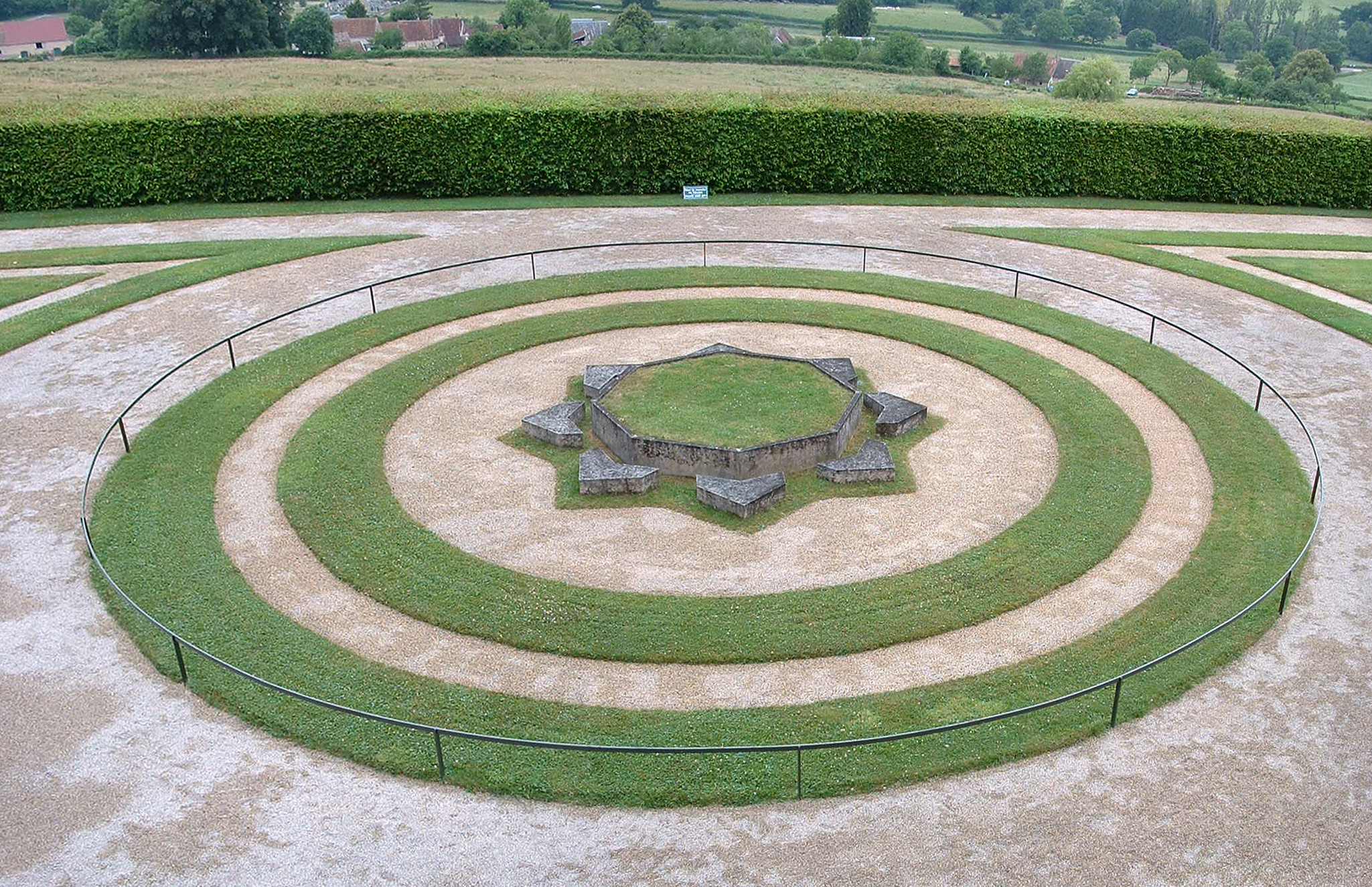
Evocação das fortificações de Vauban
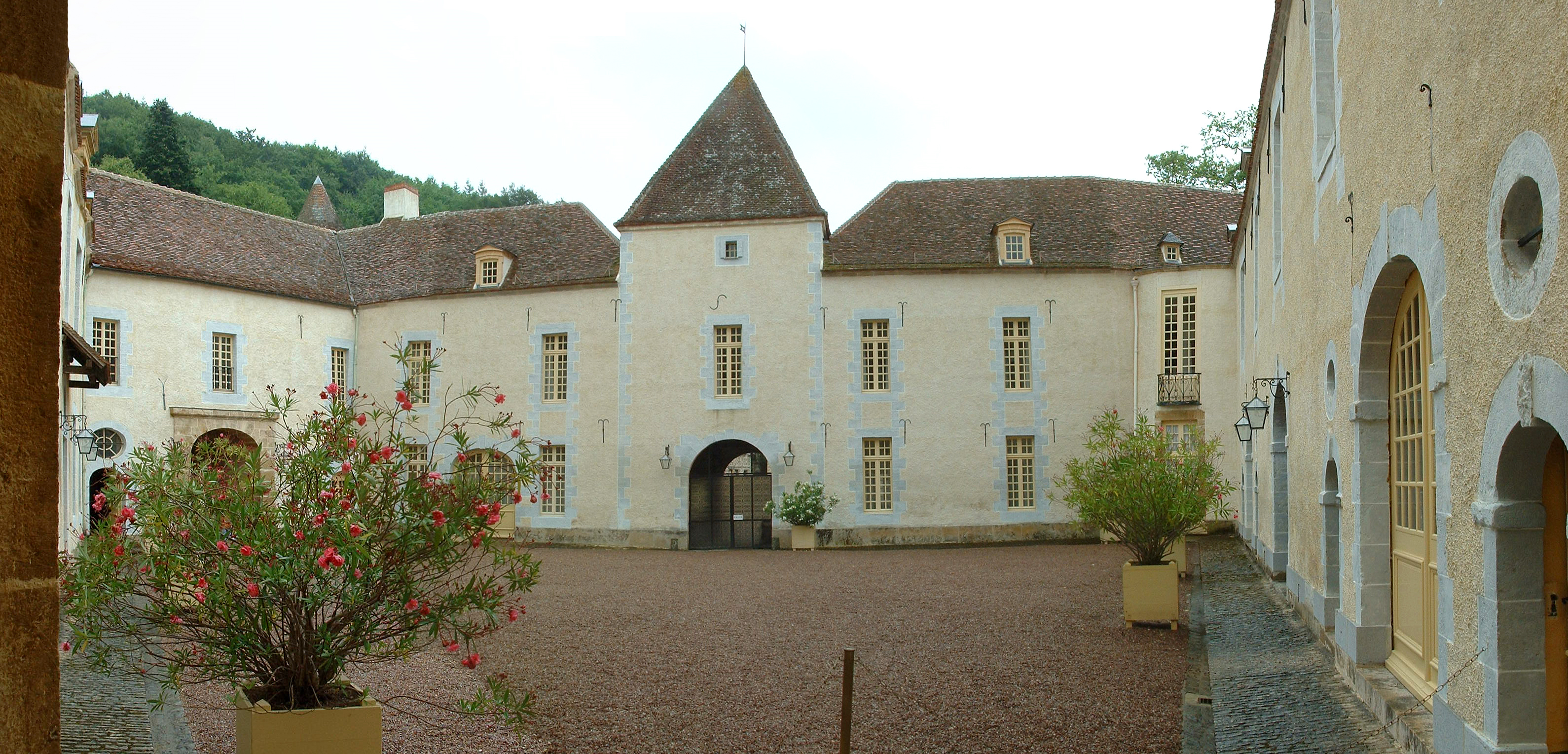
O pátio interior
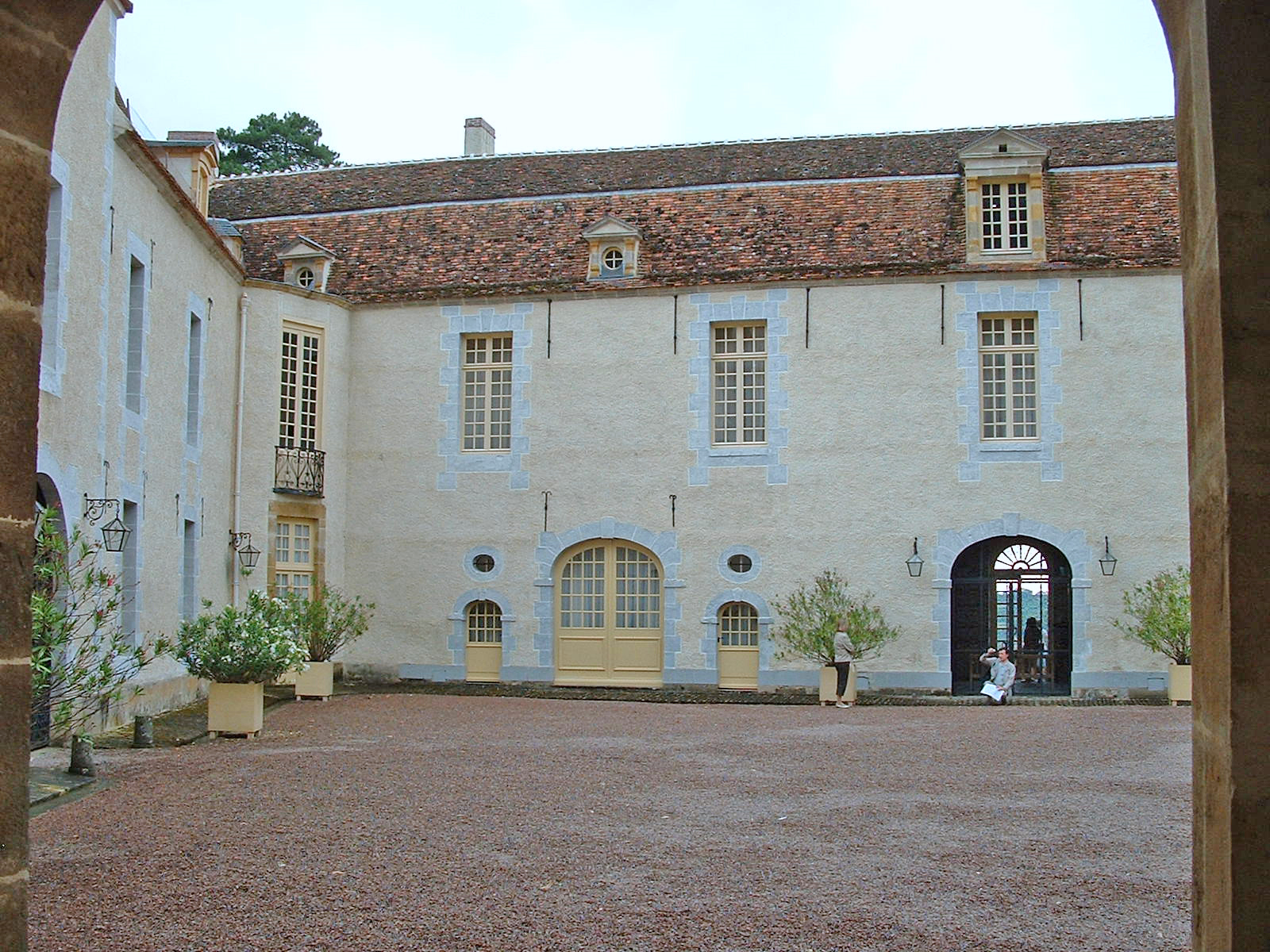
O pátio interior
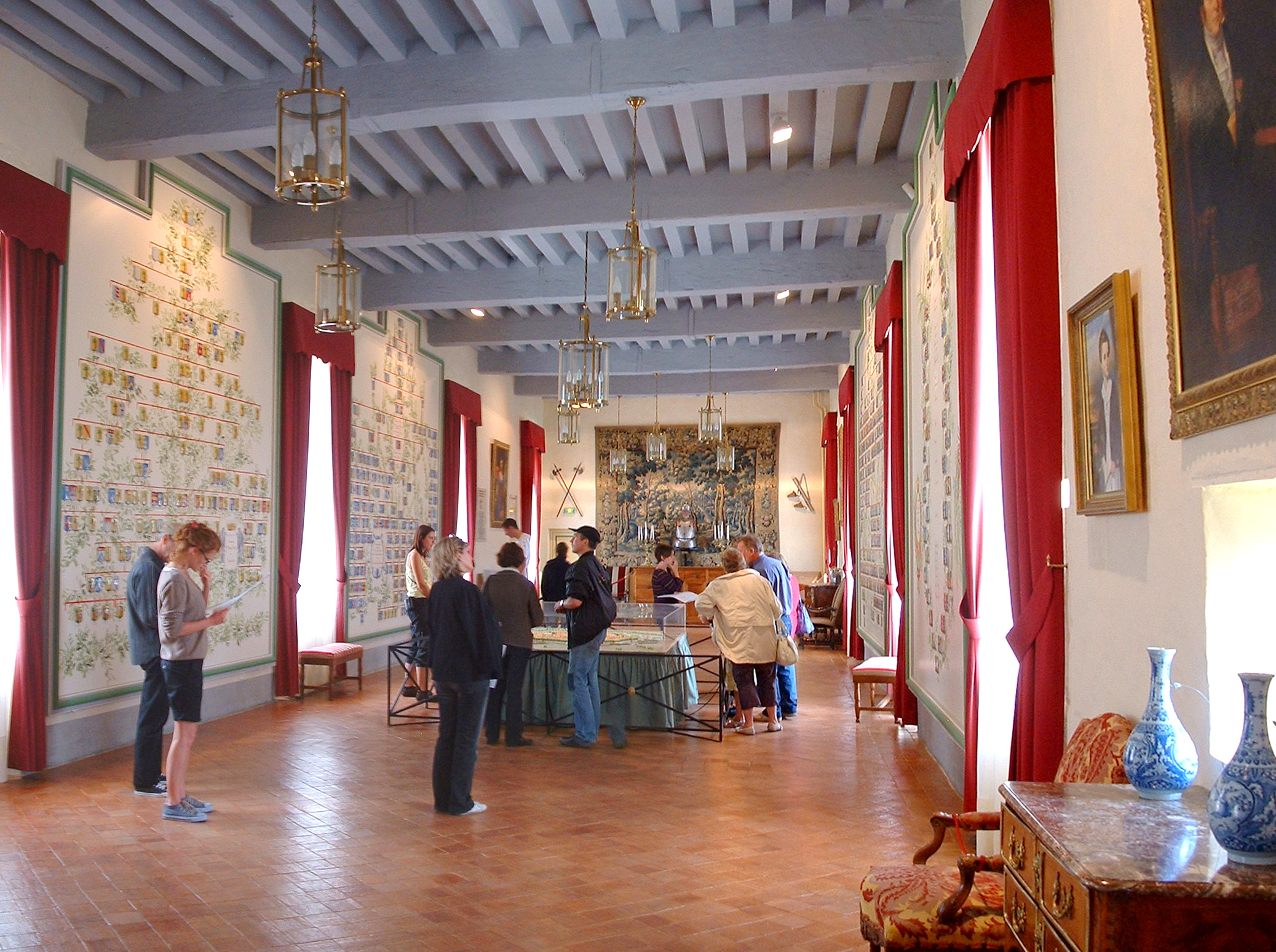
A grande galeria
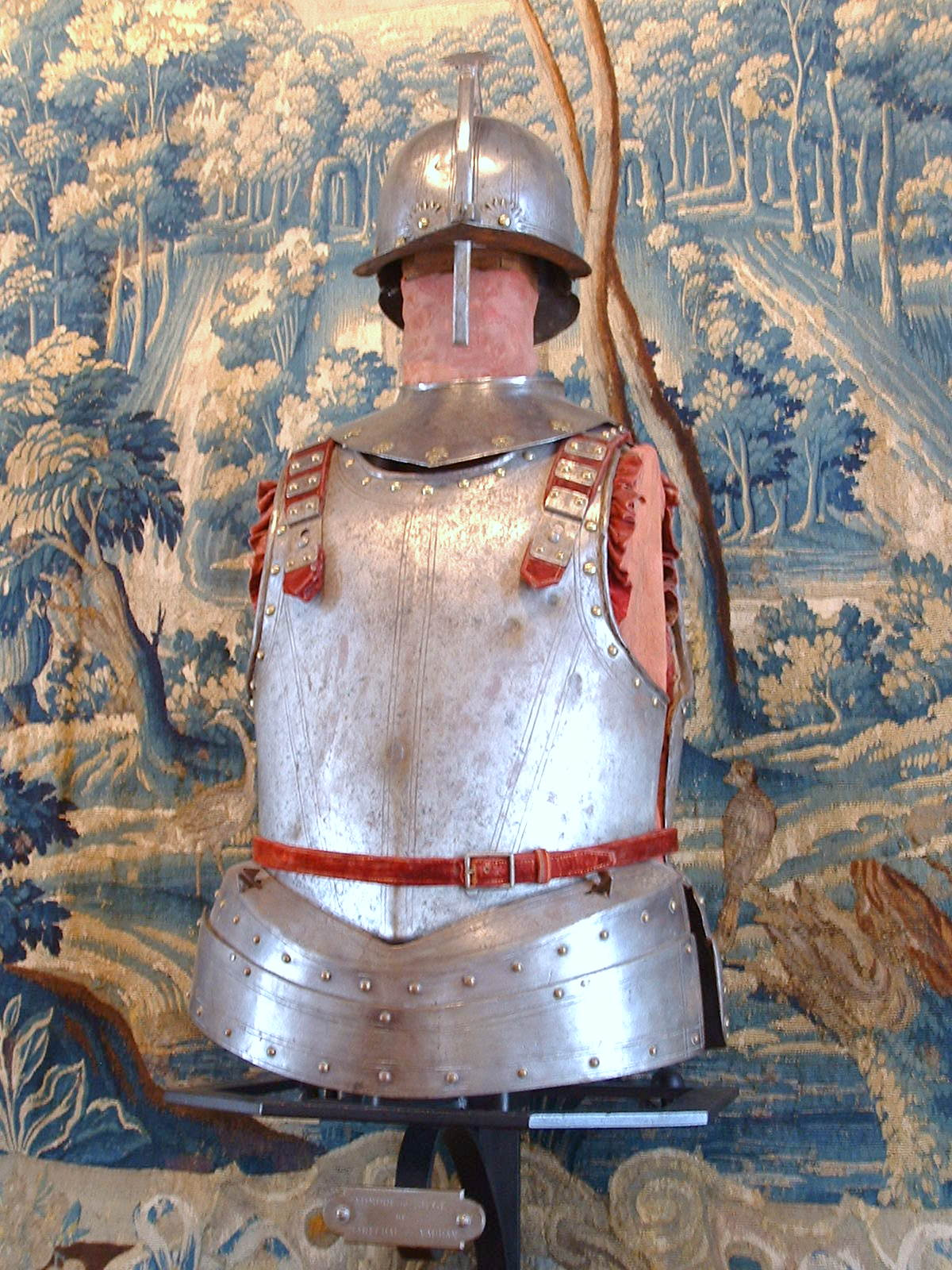
A armadura de cerco de Vauban
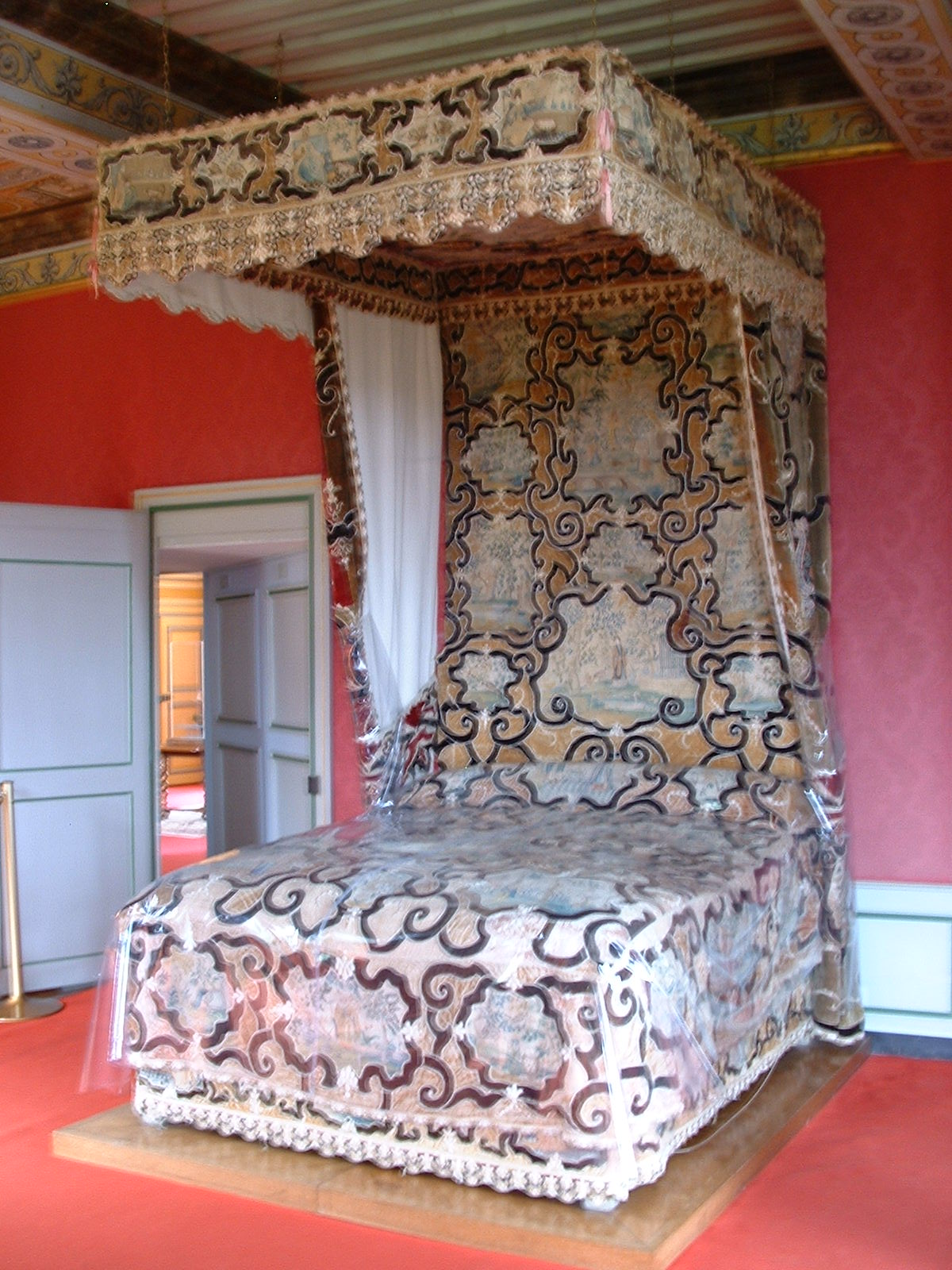
A cama de Vauban
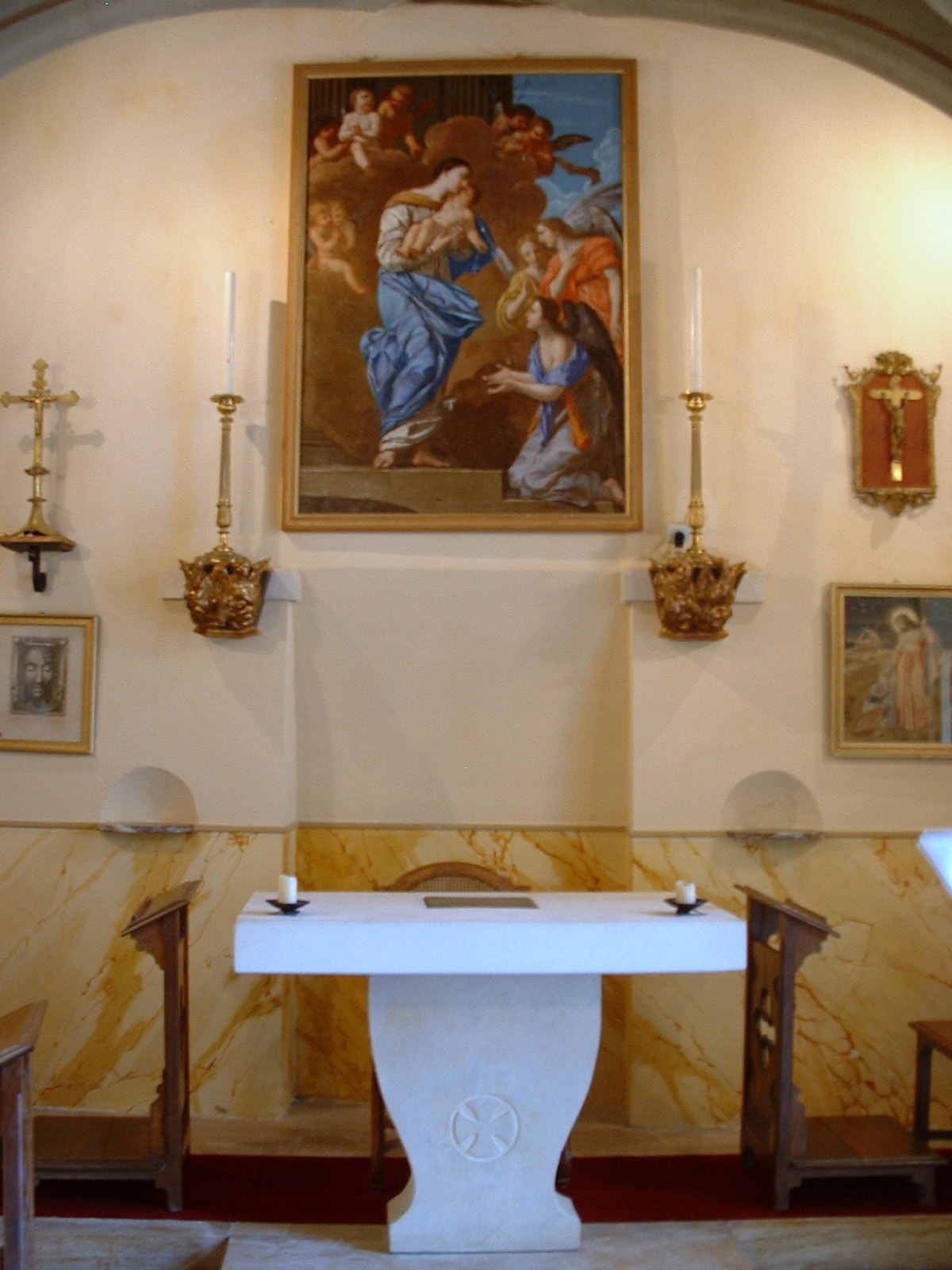
A capela do palácio